# Кобеляцька волость
Кобеляцька волость — адміністративно-територіальна одиниця Кобеляцького повіту Полтавської губернії з центром у місті Кобеляки (до складу волості не входило).
Старшинами волості були:
- 1904 року козак Ігнат Максимович Колеснік[1];
- 1913—1915 роках Ігнат Микитович Ілляшенко[2],[3].